# 荷塘站
荷塘站，位于中华人民共和国湖南省湘潭市岳塘区荷塘乡，是长株潭城际铁路上的火车站，于2016年12月26日启用，由广州局集团管辖。

## 歷史
- 2016年12月26日启用。

## 車站周邊
- 荷塘中学
- 荷塘乡人民政府

## 外部連結
- 中国铁路客户服务中心 （页面存档备份，存于）